# 7 Wonders
7 Wonders es un juego para entre dos y siete jugadores creado en 2010 por Antoine Bauza y publicado originalmente por Repos Production, empresa perteneciente al Grupo Asmodee. Se trata de un juego de mecánica relativamente simple cuyo tema es la construcción de las siete maravillas del mundo antiguo.
Al comienzo de la partida, cada jugador recibe aleatoriamente un tablero llamado «Tablero de Maravilla». Cada tablero representa una de las siete maravillas descritas por Antípatro de Sidón. Los jugadores colocan cartas que representan diversos materiales y estructuras alrededor de sus tableros de Maravillas. Los tableros son de doble cara; las  maravillas de la cara A suelen ser más fáciles de construir, mientras que las de la cara B ofrecen beneficios más interesantes. Cada jugador recibe también una mano de cartas de la primera era. En cada turno, todos ellos eligen simultáneamente una carta, pasan el resto a su vecino y luego juegan su carta de alguno de los siguientes modos:
- Construyendo el elemento representado por dicha carta, siempre que se cumplan los prerrequisitos indicados en su borde superior izquierdo.
- Construyendo una parte de la maravilla, colocando la carta boca abajo y pagando el coste indicado en el nivel de la maravilla.
- Descartando la carta para ganar monedas.

Hay siete tipos de cartas y, a medida que se avanza por las tres eras que componen el juego, los jugadores desarrollan sus infraestructuras, luchan contra sus vecinos y progresan en la construcción de su maravilla. Un jugador que no tenga los recursos disponibles puede pagar a sus vecinos directos para usar sus recursos, normalmente al coste dos monedas por recurso, siempre que estén disponibles.

## Reconocimientos
Se ha considerado a 7 Wonders como el juego de mesa más premiado del mundo y ha vendido más de dos millones de copias. Ha ganado más de treinta de los premios de juegos de mesa más relevantes, incluido el premio inaugural del Spiel des Jahres para jugadores expertos (Kennerspiel des Jahres) en noviembre de 2011. Ha sido citado por los principales diseñadores como uno de los juegos de mesa más influyentes de su década, y el medio especializado Polygon elogió en 2019 su originalidad como juego sin rondas y la agilidad de su sistema de acciones simultáneas. En 2025 accedió al salón de la fama de BoardGameGeek como uno de sus veinticinco primeros juegos seleccionados.